# Jalka
Der Jalka war ein finnisches Längenmaß und entsprach dem Fuß. Per kaiserliche Verordnung vom Juli 1886 wurde das metrische Maß- und Gewichtssystem ab Januar 1887 beispielsweise bei Post- und Zollämtern, Staatsbahnen und Apotheken verbindlich. Die Steuerbehörden folgten 1890 und Januar 1892 der private Bereich. 
- 1 Jalka = 2 korttelia = 12 tuumaa = 0,297 Meter
- 2 jalkaa = 1 kyynärä = 59,38 Zentimeter
- 6 Jalkaa = 1 Syltä[1]
  - 1 kortteli = 14,85 Zentimeter
  - 1 Tuuma = 2,47 Zentimeter